# Aguar
Aguar fue fundado el 30 de enero de 1890 como anexo del Distrito de Caujul, Provincia de Cajatambo en Lima, Perú. Posteriormente el 5 de noviembre de 1986, se crea la Provincia de Oyón y pasa a formar parte de esta nueva provincia; limita por el norte con el Distrito de Caujul, por el este con San Benito, por el Sur con Lancha y Liple, por el oeste con Distrito de Naván. 

## Religión y costumbres
Es un pueblo que lleva muy marcado la fe cristiana, el 3 de noviembre celebran la fiesta de san Martín de Porres acompañado de la fiesta de los guiadores, y en el 3 de mayo se celebra La Cruz de Mayo acompañado de los negritos de Aguar.

## Economía
Antiguamente era el lugar de siembra de maíz, papa, zapallo, habas, calabaza, etc. Con el paso del tiempo se ha cambiado por otros tipos de cultivos como frutas, en especial, el melocotón y la manzana.

### Minería
En las alturas de aguar se encuentra ubicado la mina de Quinchapata, sin explotar, minerales el Plomo, molibdeno,etc. 

## Ríos
El Río de Caujul pasa por la parte baja de Aguar formando el río de Uancoy. Este río abastece de agua al pueblo traído por irrigación desde Pumahuain (Chilcaragra) y Tintacin, recorriendo varios kilómetros hasta llegar a su destino. 

## Rutas
La carretera que pasa por el poblado que va a Caujul y Pumahuain, cuenta con varios caminos de herradura, a Navan, Lancha y Caujul

## Fauna
Aguar cuenta con una variedad de animales domésticos y silvestres o de campo tales como: 
Animales Domésticos: ovejas, vacas, cerdos, gallinas, patos, pavos, conejos, cuyes, caballos, asnos, etc. 
Animales Silvestres: zorro, zorrillo, gato montes, muca o zarigüeyas,  palomas, perdiz, gorrión, ruiseñor, gavilán, halcón o águilas silvestres periquitos, loro, pájaro carpintero y algunos pájaros nocturnos como el búho o lechuza. 
En las zonas de Garamasaca, Huansaj y Quinchapata se observan pumas, vizcacha, el venado que está aumentando su población en las alturas de aguar. También hay gran variedad de serpientes, víboras y coralillo o serpiente de coral.

## Flora
En la zona de Huyuypata y Humacalla se encuentra la planta (Cactus) de tuna silvestre que produce un fruto muy dulce, en esta planta se encuentra la cochinilla, este insecto es el que los incas cultivaban y recolectaban para usar como tiente natural y teñir sus prendas de vestir de color rojo, rosa, naranja, morado, etc.
En la zona de Maray y Riuri se encuentran los árboles del Mito con una fruta de color amarillo y blanco, su sabor es dulce.
En los cerros de Aguar se encuentra el Maguey, que se utiliza para hacer Cuerdas (soga) y el Carriso (caña) que sirve para hacer canastas, cestos, etc., antiguamente los pobladores usaban en algunas casas de campo (chozas)
- Datos: Q5660292